# Blagor premagancev
Blagor premagancev je drama Ivana Mraka, ki jo je napisal leta 1976.

## Osebe
- Sadar
- Valentin, njegov sin
- Julijana, hči
- Mati
- Dr. Cimermann
- Lipe
- Dr. Herzl
- Leonhard
- Gestapovca
- Vojak

## Vsebina

### 1. stopnjevanje
Valentina so mrtvega prinesli iz hoste, a je vstal in živi, čeprav docela odsoten. Julijana verjame, da je brat vstal od mrtvih, dr. Cimermann to ogorčeno zavrača, zanj je to potegavščina, ki ji je treba napraviti konec, saj ogroža zdravi razum. Domači se bojijo, da bodo Valentina odkrili Nemci, zato ga skušajo odpraviti nazaj v partizane. A Valentinu sta se življenje in smrt tako pomešala, da se ne more niti ganiti. V tem na vrata že buta Gestapo.

### 2. stopnjevanje
Leonhard in Herzl zaslišujeta Valentina, grozita mu s smrtjo, čeprav se držita še nekih ozirov zaradi Valentinovega očeta, ki z njimi kolaborira. Herzla popade misel, da se bo skozi od mrtvih vstalega razodela višja sila, recimo bog Wotan, dokaz za to pa bo, če bo Valentin izdal imena svojih gozdnih tovarišev. Ob tem se Valentin osvesti, spozna, da je bil do zdaj slep - uporne čete je z zločinom enačil in zato skušal pobegniti v smrt, se umakniti pred dejanjem. Zdaj prizna, da je s partizani, smrt, ki ga čaka, bo dokaz! Herzlovo zanosno pričakovanje Wotana v razočaranju uplahne, besen obsodi jetnika na smrt, sam si mora izkopati grob. Njegova ustrelitev prizadene oba Nemca: Wotan je mrtev, prihaja somrak bogov, Valentinov prezir jim je čez nebo izpisal pogin. Herzla prevzame obešnjaški obup, naroči šampanjca in prisili Leonharda, da z njim zapleše: O mein lieber Avgustin - alles ist hin ...

### Epilog
Julijana sklene, da bo stopila na bratovo mesto in odšla v partizane, sluti, da je brata izdal dr. Cimermann, ki jo snubi, oče pa bo še naprej popival s Herzlom, ko da se ni zgodilo nič - tega ne prenese več! Mater, ki se ji je zaradi sinove smrti zmedlo, izroči v varstvo trčenega Lipeta, ki iz oblakov in živih bitij narave ugledava prihodnost, oba z materjo slišita Valentina igrati na orglice in vabiti na veseli ples! Sadar je obupan: žena ga noče več poznati, sin je mrtev, hči je odšla - njegov račun se je skazal za napačnega, opeharili so ga za dom, za varnost, za starost ... Osamljen odide, Lipe pa nag zapleše: smrti ni, svet je spet cel, pa sam je zares ... ni važno, ali je pobič ali smet ...